# Churchbridge n.º 211
Churchbridge n.º 211 es un municipio rural canadiense situado en la provincia de Saskatchewan.

## Superficie
Churchbridge n.º 211 tiene una superficie de 899,13 km².

## Demografía
En 2021, tenía 584 habitantes, una densidad poblacional de 0,6 hab./km², y 273 viviendas.